# 蔡玓彤
蔡玓彤（1986年12月10日—），台灣高雄人，為台灣女藝人、主持人、歌手、舞者，藝名貝童彤、彤彤姐姐，舊藝名彤彤。前知名選秀節目《我愛黑澀會》美眉暨女子團體「九妞妞」成員之一；後於MOMO親子台擔任兒童節目主持人，因此有「彤彤姐姐」的稱號。擅長舞蹈，活躍於各大電視節目。

## 演藝生涯
國中畢業後，蔡玓彤考入台北藝術大學舞蹈學系「七年一貫制」，三年後休學至臺北市私立中興高級中學重讀高中。
2006年，蔡玓彤在知名選秀節目《我愛黑澀會》中因舞蹈實力優秀，表現亮眼，獲選為黑澀會美眉中第一批正式出道的九位成員之一，組成團體「黑Girl」（又稱「九妞妞」）進軍演藝圈；由於蔡玓彤擅長舞蹈，外號「動感美眉」。
2006年和2009年，蔡玓彤二度參演緯來電影台的自製電影。2007年10月5日，蔡玓彤因個人因素退出「黑澀會」。
2012年2月，蔡玓彤將藝名改為「貝童彤」，也在MOMO親子台繼續以「彤彤姐姐」身份擔任兒童節目主持人，同時參與各大節目通告和商演。另外，貝童彤也參加職業國標舞大賽，於時代盃職業新星組比賽拿下第二名，亦於2014年職業國標舞世界大賽亞洲巡迴公開賽國內職業A組拉丁項目奪下第三名。
2015年6月，貝童彤在主持八仙樂園派對時，現場發生粉塵火災事故，她未受傷，事發後休息20天。同年7月，貝童彤在臉書上宣佈接拍微電影《在這一世遇到上一世的情人》。
2022年12月首次加入三立臺灣台八點檔《一家團圆》演出飾演方安樂。

## 个人生活
貝童彤在知名綜藝談話節目《康熙來了》上透露自己有嚴重過敏性皮膚和鼻敏感，同時承認鼻子動過整形手術。
貝童彤前男友為男藝人KID，兩人曾短暫交往3個月。當時在團體CIRCUS的KID，於台南求學，而貝童彤在台北，兩人因綜藝選秀節目《我愛黑澀會》認識，互留聯絡方式MSN；交往時，貝童彤不時乘坐客運南下約會，最後因遠距離、相處時間不多而分手。分手後，兩人仍維持好友關係。
2016年，貝童彤受訪時透露，自己和朋友介紹認識的圈外上班族男友正以結婚為前提交往。至2018年6月13日，貝童彤透過臉書直播宣布自己已懷孕3個月，亦再提及丈夫是圈外人，為一般上班族，兩人於月底公證登記結婚，也成為當時的黑澀會美眉團體「九妞妞」中最早成為母親的團員。

## 音樂作品

### 專輯
- 「陽光Do Re Mi」兒童唱遊光碟
- MOMO歡樂谷1（CD+DVD）（2008-01-25，富康唱片）- 快樂BABY加加油
- MOMO歡樂谷2（CD+DVD）（2009-01-24，富康唱片）- 歡樂谷的異想世界
- MOMO歡樂谷3（CD+DVD）（2010-02-03，富康唱片）- 歡樂谷的夢想嘉年華
- MOMO歡樂谷4（CD+DVD）（2011-01-19，富康唱片）- 歡樂谷的奇幻樂園
- MOMO歡樂谷5（CD+DVD）（2011-12-30，富康唱片）- 歡樂谷愛的進行曲
- MOMO歡樂谷6（CD+DVD）（2012-12-27，富康唱片）- 歡樂谷的音樂魔法
- MOMO歡樂谷7（CD+DVD）（2013-12-31，富康唱片）- 歡樂谷的閃亮新世界
- MOMO歡樂谷8（CD+DVD）（2014-12-09，富康唱片）- MOMO飛到歡樂谷
- MOMO歡樂谷9（CD+DVD）（2015-12-02，富康唱片）- 歡樂谷的快樂萬花筒
- MOMO歡樂谷10（CD+DVD）（2017-01-18，富康唱片）- 歡樂谷之夢想出發
- MOMO歡樂谷11（CD+DVD）（2018-03-30，富康唱片）- 歡樂谷快樂的約定
- MOMO歡樂谷13（CD+DVD）（2020-07-10，富康唱片）- 一起去冒險

## 影视作品

### 電視
| 首播日期      | 播出頻道               | 劇名       | 飾演           | 集數 |
| ------------- | ---------------------- | ---------- | -------------- | ---- |
| 2007年7月15日 | 民視、衛視中文台       | 黑糖瑪奇朵 | 梁鈺彤（彤彤） | 全劇 |
| 2018年4月10日 | 大愛電視台、中天娛樂台 | 在愛之外   | 美琪           | 全劇 |
| 2022年        | 三立台灣台             | 一家團圓   | 方安樂         |      |

### 電影
- 魔鬼女教頭（緯來電影台自製，與吳辰君、許孟哲等合演，2006）
- 風林火山（緯來電影台自製，與JR、許嘉凌等合演，2009）
- 貧民英雄（與劉畊宏、王彩樺等合演，2012）

### 微電影
- 2015年《在這一世遇到上一世的情人》飾 唐達聖

### 音乐录影带(MV)
- 吳克羣
  - 2006年《男傭》
- MOMO歡樂谷
  - 2008年《MOMO歡樂谷》
- 彤彤姐姐+布丁姐姐
  - 2008年《居家安全》
  - 2008年《失火了》
  - 2008年《燒傷急救五步驟》

## 劇場作品

### 舞台劇
- 2012年 芊芊的生日禮物
- 2012年 小飛俠彼得潘
- 2012年 彼得與狼

## 主持作品
- Channel V
  - 《我愛黑澀會》（節目成員及助教）
  - 《美眉普普風》
  - 《模范棒棒堂》（助教）
  - 《流行in House》
- TVBS-G
  - 《娛樂新聞 ─ 美眉ㄅ ㄠ ˋㄅ ㄠ ˋ》
- MOMO親子台
  - 《大手小手玩歌謠》
  - 《MOMO歡樂谷》
  - 《青春無敵掌門人》
  - 《歡樂小哈客》
  - 《姆姆玩遊戲》
  - 《哈客音樂盒》
  - 《哈客嗚啦啦》
  - 《魔法小學堂》
  - 《小小音樂家》
  - 《momo這一家》
- 八大綜合台
  - 《娛樂百分百》（代班主持，2008/11/24）
  - 《娛樂百分百》（代班主持，2012/11/12）
- 東方衛視/中天綜合台
  - 《咪咕明星學院》（助理主持；2009年12月18日播出）

## 節目出演
- 《歡樂智多星》 (衛視中文台)
- 《一袋女王》 (衛視中文台)
- 《冠軍任務》 (衛視中文台)
- 《綜藝大集合》 (民視)
- 《綜藝大熱門》 (三立都會台)
- 《綜藝玩很大》 (中視.三立都會台)
- 《小明星大跟班》 (中天綜合台.中天娛樂台)
- 《飢餓遊戲》 (中視)
- 《麻辣天后傳》 (中天綜合台)
- 《天天樂財神》 (中天娛樂台)
- 《天才衝衝衝》 (華視)
- 《型男大主廚》 (三立都會台)
- 《全明星運動會》 (三立都會台)(台視)
- 《醫學大聯盟》 (民視)
- 《王牌諜對諜》 (東森超視)